# 134130 Apáczai
134130 Apáczai è un asteroide della fascia principale. Scoperto nel 2005, presenta un'orbita caratterizzata da un semiasse maggiore pari a 3,0695061 UA e da un'eccentricità di 0,2306072, inclinata di 14,21648° rispetto all'eclittica.
L'asteroide è dedicato a János Apáczai Csere, matematico e poliglotta ungherese.